# نيلم أصفر
النيلم الأصفر أو النَّلُمبُو الأصفر أو اللوطس الأصفر أو اللوطس الأمريكي (الاسم العلمي:Nelumbo lutea) هو نوع من النباتات يتبع جنس النيلم من الفصيلة النيلمية.